# نقیض یا
در منطق بولی، یک نقیض فصلی منطقی (به انگلیسی: logical nor) یا انکار پیوندی، یک عملگر صحت-عملیاتی است که نتیجه ی ایجاد شده توسط آن، نقیض «یا ی منطقی» است.

## پیکان پیرس

نمودار ون

عملگر منطقی NOR در ریاضیات گسسته به صورت نماد پیکان پیرس (به انگلیسی: Peirce arrow) (↓) نمایش داده می‌شود. این نام‌گذاری
برای اولین بار توسط چارلز سندرس پیرس استفاده گردید، بدین جهت به نام پیکان پیرس(به انگلیسی: Peirce arrow) شهرت یافت.
گزارهٔ p NOR q یا(p↓p) درست است اگر گزاره‌های P و q هر دو نادرست باشند و در غیر این صورت نادرست است.
در منطق ویا ریاضیات، نقیض یا (NOR) یک عملگر منطقی دوتایی است، که نتیجه آن در صورتی که فصل منطقی عملوندهای آن نادرست باشد درست خواهد بود و در غیر این صورت نادرست است.

### جدول درستی
جدول درستی A NOR B (هم چنین نوشته شده به عنوان A ↓ B):
| INPUT | INPUT | OUTPUT  |
| A     | B     | A NOR B |
| ۰     | ۰     | ۱       |
| ۰     | ۱     | ۰       |
| ۱     | ۰     | ۰       |
| ۱     | ۱     | ۰       |